# Pietrosella
Pietrosella är en kommun i departementet Corse-du-Sud på ön Korsika i Frankrike. Kommunen ligger  i kantonen Santa-Maria-Siché som tillhör arrondissementet Ajaccio. År 2022 hade Pietrosella 2 042 invånare.

## Befolkningsutveckling
Antalet invånare i kommunen Pietrosella
Referens:INSEE